# جعبه‌دنده دوکلاچه

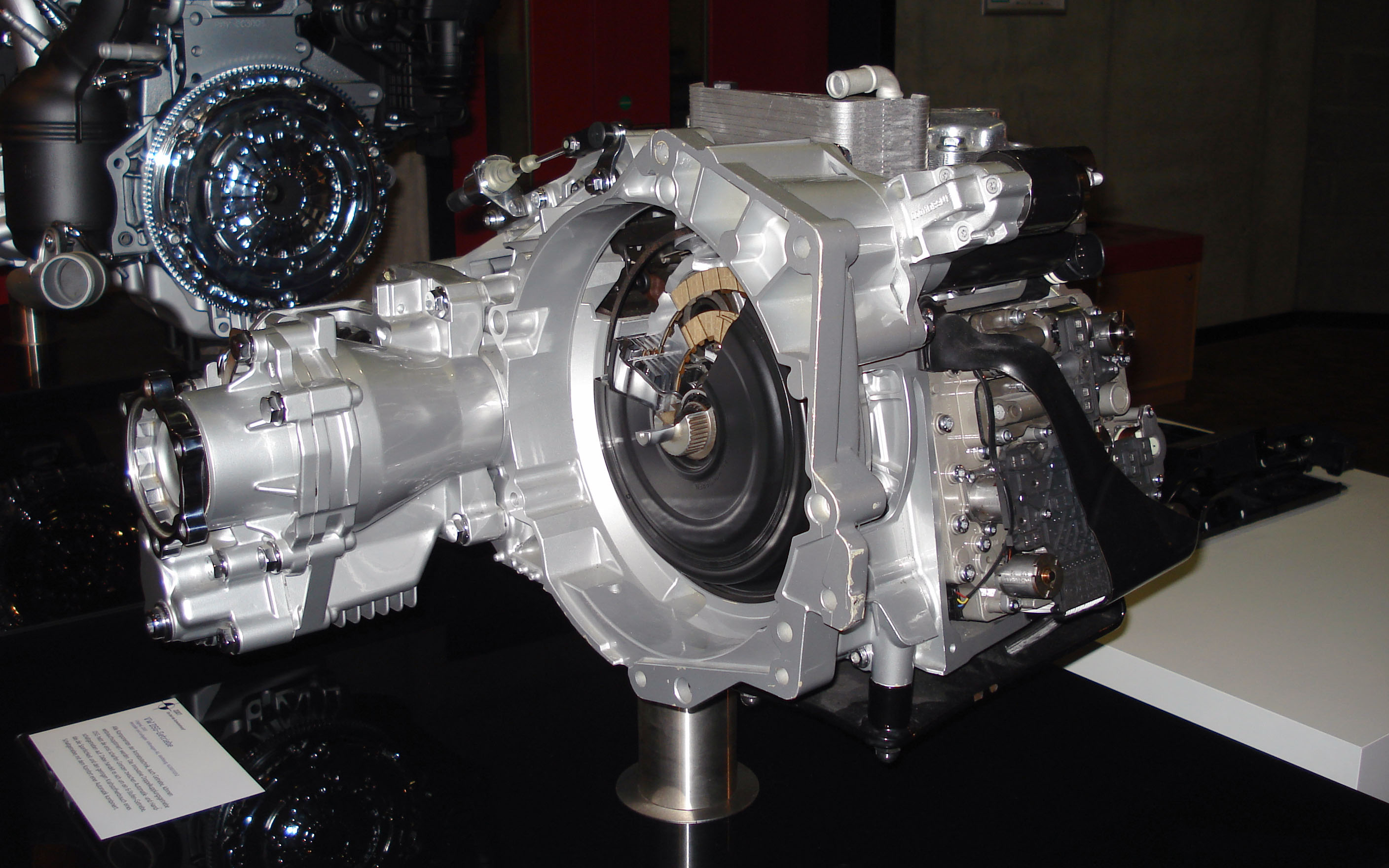
جعبه‌دنده دوکلاچه ۶ سرعته فولکس واگن

جعبه‌دنده دو-کلاچه (به انگلیسی: dual-clutch transmission) نوعی از جعبه‌دنده نیمه-خودکار است. مانند جعبه‌دنده دستی از مجموعه چند چرخ‌دنده تشکیل شده، با این تفاوت که از دو کلاچ برای قطع و وصل نیرو جهت چرخ دنده‌های زوج یا فرد استفاده می‌کند و چرخ دنده‌های زوج و فرد روی دو میله مستقل از هم قرار می‌گیرند و در حقیقت این سیستم مانند دو جعبه‌دنده دستی و مجزا با کلاچ‌های ترتیبی بوده، که در یک محفظه قرار گرفته‌اند و به عنوان یک واحد انجام وظیفه می‌کنند.
هر دو کلاچ به صورت هم مرکز و در راستای میله اصلی جعبه‌دنده قرار گرفته‌اند. کلاچ بیرونی و بزرگتر، تعویض دنده‌های فرد را انجام می‌دهد و کلاچ درونی و کوچکتر، دنده‌های زوج را تعویض می‌کند. معمولاً این نوع گیربکس‌ها در حالت تمام خودکار، کار می‌کنند، که به راننده امکان تعویض دنده به صورت دستی را می‌دهد.
عملکرد تعویض دنده‌ها توسط حسگرها و تجهیزات الکتریکی–هیدرولیکی انجام می‌گردد. در حال حاضر دو نوع ۵ سرعته و ۶ سرعته آن در خودروهای پورشه استفاده می‌گردد و کاربرد آنها روند رو به رشدی در صنعت خودروسازی دارد.
نوع ۷ سرعته آن جهت خودروهای مسابقه‌ای توسط برندهای مختلف خودروسازی مورد استفاده قرار گرفته است. سری گیربکس‌های دوکلاچه مکاترونیک که روی ب‌ام‌و ام۳ نصب شده‌اند، از این نوع جعبه‌دنده‌ها هستند. همچنین سری گیربکس‌های با دوکلاچه خشک، در آلفارومئو میتو، فولکس‌واگن پاسات و فیدلیتی پرایم استفاده شده است. دوکلاچه‌های خشک در حین ترافیک نیاز به تغییر حالت از D به N دارند و اگر این عمل صورت نگیرد داغ خواهند کرد. البته این معضل در خودروهایی که در صورت بلااستفاده بودن به‌طور خودکار خاموش شده و به محض فشردن پدال گاز دوباره روشن می‌شوند (مانند ام‌جی ۶) وجود ندارد.